# Plaza Nueva (Granada)
Plaza Nueva es un espacio urbano de la ciudad española de Granada, comunidad autónoma de Andalucía.

## Descripción

### Situación
Está situada en la confluencia de los ejes urbanos constituidos por las calles de Reyes Católicos y la Carrera del Darro, de suroeste a nordeste, y por la calle de Elvira y la cuesta de Gomérez, de noroeste a sudeste.

### Límites
Limita en el lado oriental con la plaza de Santa Ana, sin solución de continuidad, y en el occidental con el final de la calle Elvira y el inicio de la de Reyes Católicos, y entrada a plaza de Cuchilleros.

### Forma y dimensiones
Tiene forma aproximadamente rectangular —más exactamente su perímetro es pentagonal irregular alargado— de unos 122 m por 40 m en su parte más ancha y 30 m en la más estrecha con una superficie próxima a 4900 metros cuadrados.

### Ubicación sobre el río Darro, edificios, calles confluyentes y barrio al que pertenece
Gran parte de su planta se asienta sobre el embovedado del río Darro que la cruza en sentido longitudinal, de norte a sur, y sobre el que se ha ido formando.
En su tercio oriental destaca la fachada principal del palacio de la Real Chancillería, edificio singular de estilo manierista, mandado construir en 1531 y terminado en 1587, que da carácter a la plaza y que es el único edificio que ha llegado hasta hoy sin transformaciones destacables.
Aproximadamente a la mitad de su lado sureste arranca en la misma dirección la calle empinada llamada cuesta de Gomérez que termina en la Puerta de las Granadas y es el acceso peatonal al bosque de Gomérez —uno de los tres que forman el bosque de la Alhambra— y a la Alhambra a través de la puerta de la Justicia. Otras calles que confluyen en Plaza Nueva, además de las ya citadas de Reyes Católicos, Elvira, Cuesta Gomérez y Carrera del Darro, son las de Imprenta, Cárcel Alta y del Aire, por el lado noroeste, y la placeta de Cuchilleros por el sureste, justo enfrente de la calle Elvira.
Administrativamente pertenece al barrio del Albaicín, en el distrito del mismo nombre, pero en el límite con los barrios de Centro-Sagrario —mitad occidental de calle Elvira— y Realejo-San Matías —acera sur de la plaza—, ambos en el distrito Centro.

## Proceso histórico de configuración
Su configuración actual es producto de sucesivas transformaciones iniciadas con el ensanche del puente Alhachimín o del Baño de la Corona —también conocido como de los Barberos y de los Leñadores—, construido en época zirí a lo largo del siglo XI, que comunicaba la plaza del Hatabin o de San Gil, al final de la calle Elvira, con los barrios de la orilla izquierda del Darro, dando acceso a la Alhambra por la cuesta de Cuchilleros. El ensanche, llevado a cabo por el alarife Alí de Medina en 1499, consistió en la adición al viejo puente de lajas y piedra franca de un arco de ladrillo de un metro y noventa y dos centímetros de ancho, cuando el lugar comenzaba a cobrar importancia en la nueva ciudad cristiana.
A seis años de estas obras, el Cabildo granadino solicitó a la Corona permiso y fondos para urbanizar en este lugar una plaza que ennobleciera la ciudad. Las obras, iniciadas en 1506 y concluidas en 1515 por el cantero Miguel Sánchez de Toledo, consistieron en embovedar setenta y dos metros del cauce del Darro, desde el dicho puente del Baño de la Corona hasta el palacio del conde de Ureña, situado en las inmediaciones de la cuesta Gomérez, río arriba, así como en el derribo del caserío y la explanación del espacio que ocupaba entre la plaza del Hatabin y el cauce del propio río.
Coincidiendo con la construcción del Palacio de la Real Chancillería, a partir de 1531, se amplió de nuevo el embovedado cubriendo cincuenta metros más, aguas arriba del río, delante de la fachada del Palacio. Así quedó configurada Plaza Nueva hasta 1835, año en que el pilar de las Ninfas, que la separaba de la de santa Ana, fue destruido por un desbordamiento de río Darro, quedando unidos ambos espacios.

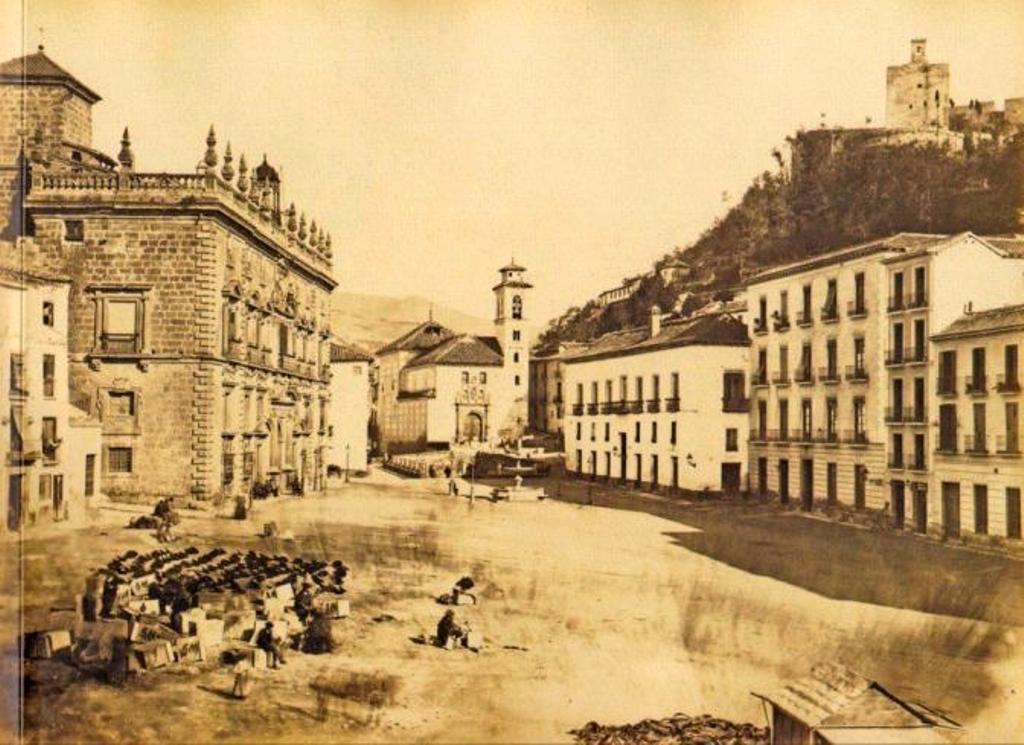
Vista de Plaza Nueva tomada por Juan Laurent hacia 1871
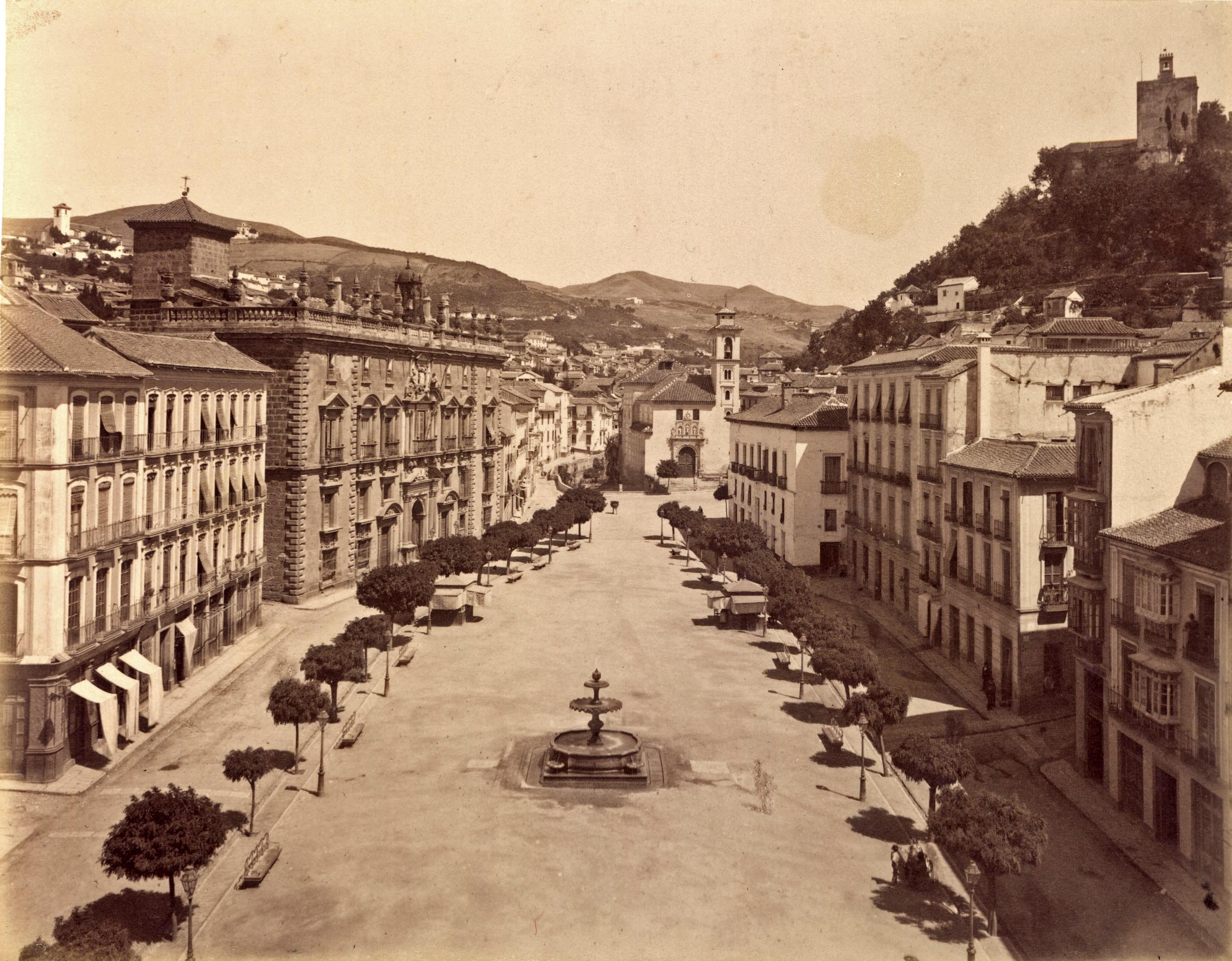
Vista de Plaza Nueva tomada por José García Ayola hacia 1885
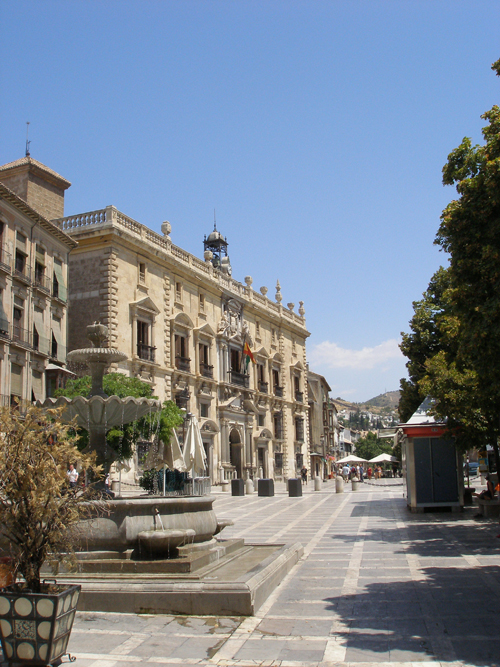
Plaza Nueva, vista hacia el noreste, con la Real Chancillería de Granada a la izquierda
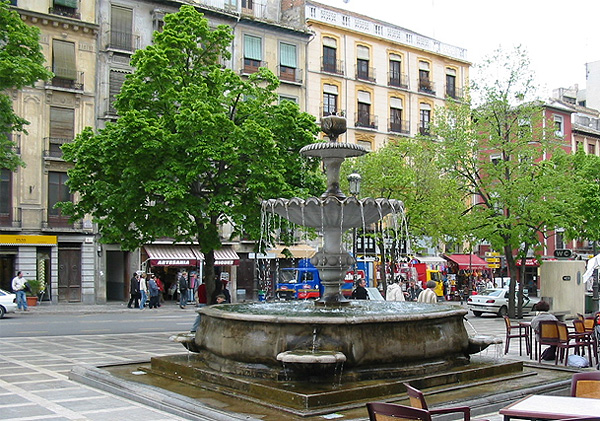
Fuente de Plaza Nueva, vista hacia el suroeste
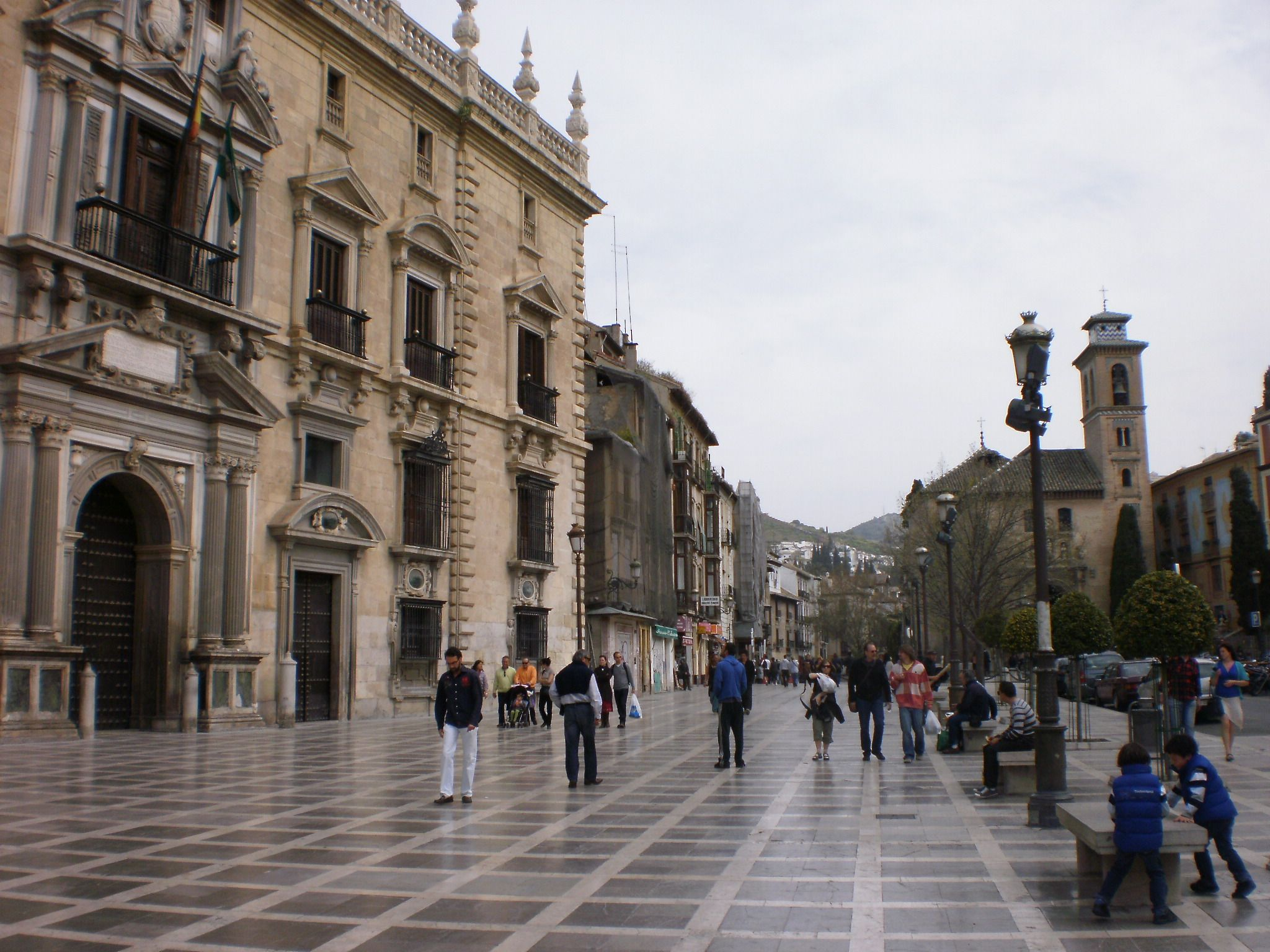
Plaza Nueva, vista hacia el este, con la Iglesia de San Gil y Santa Ana a la derecha
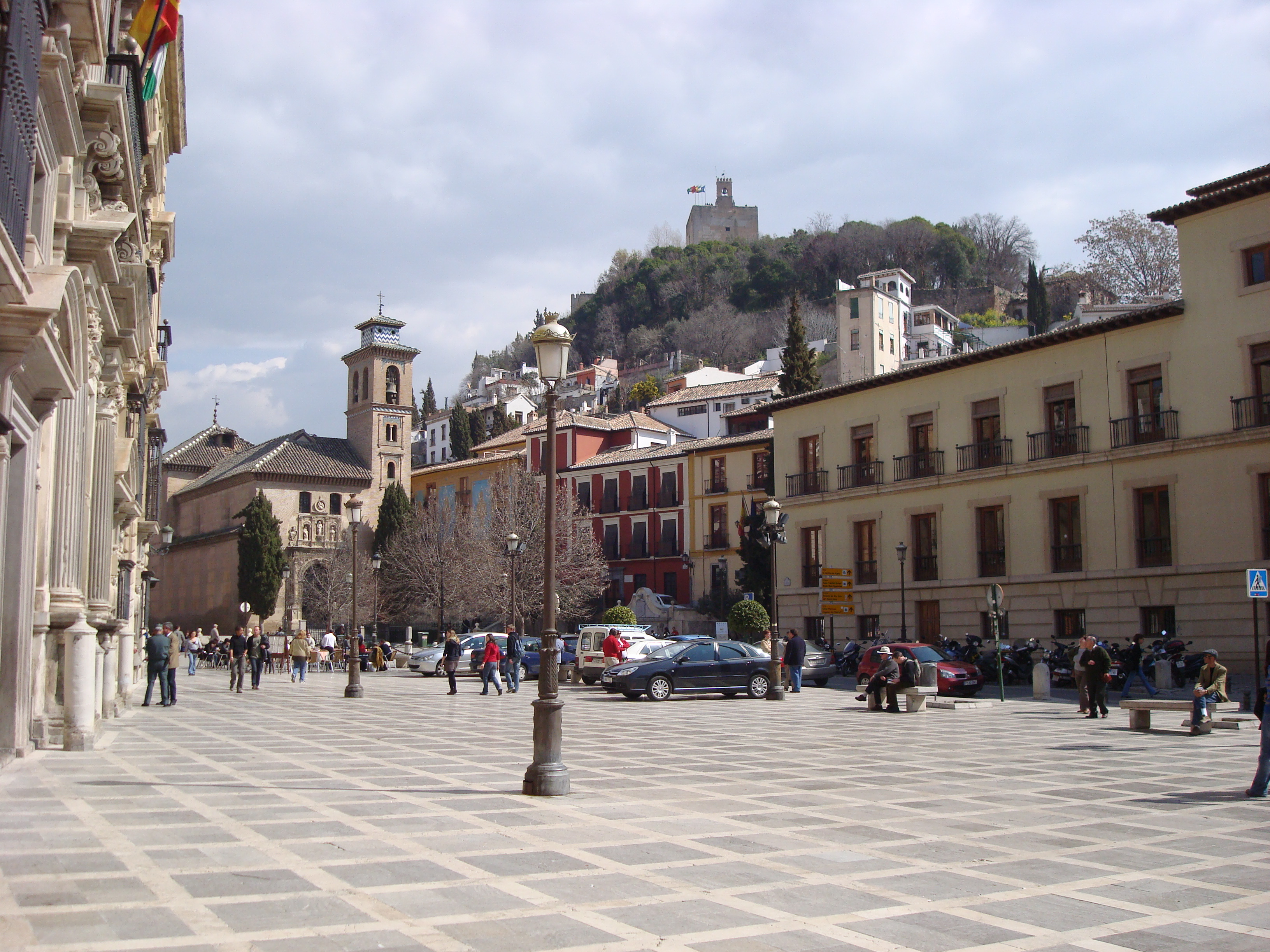
Plaza Nueva, vista hacia el sureste, con la Alhambra arriba, y juzgados de primera instancia de Granada a la derecha